# Balmazújvárosi Veres Péter Gimnázium és Szakképző Iskola
A Balmazújvárosi Veres Péter Gimnázium és Szakképző Iskola középiskola Balmazújvároson. Hivatalosan a Veres Péter Gimnázium és a Széchenyi István Szakközépiskola és Szakmunkásképző egyesítésével jött létre, 1999-ben. Az intézmény névadója a város szülötte, Veres Péter. Az iskola 2015. július 1-től a Berettyóújfalui Szakképzési Centrum tagintézményeként működik a Berettyóújfalui SZC Veres Péter Gimnáziuma, Szakgimnáziuma és Szakközépiskolája néven.

## A képzés szerkezete

### A gimnáziumi képzés
- Humán emelt óraszámú képzés
- Nyelvi (angol, német) emelt óraszámú képzés
- AReál emelt óraszámú képzés
- Általános irányultságú osztály

### A szakgimnáziumi képzés
Az iskolában 4+1 (4+2) évfolyamos szakgimnáziumi képzés folyik. A 4. év elvégzése után a tanulók érettségi vizsgát tesznek, ahol az ötödik érettségi tantárgy a szakmai tárgy. Ezzel az érettségi vizsga keretében egy szakképesítés megszerzésére is lehetőségük nyílik. Ágazaton belül további egy év alatt, ágazaton kívül 2 év alatt újabb szakképesítés megszerzése lehetséges.
Ágazati képzésekben tanulhatnak attól függően, hogy mely két ágazatban történik a beiskolázás az adott tanévben:
- sport
- vendéglátóipar
- kereskedelem
- gépészet
- informatika

### A szakközépiskolai képzés
Az iskolában 2016. szeptember 1-től 3+2 évfolyamos szakközépiskolai képzés folyik. A 9-11. évfolyamon az alábbi szakképesítés megszerzésére történő felkészítés folyik:
- gépészet ágazat: épület- és szerkezetlakatos, gépi forgácsoló, hegesztő,
- építészet ágazat: kőműves, festő, mázoló, tapétázó,
- kereskedelem ágazat: eladó,
- vendéglátóipar ágazat: szakács, pincér
- élelmiszeripar ágazat: pék.

Minden szakképesítés esetén 9. évfolyamon a gyakorlati képzés iskolai tanműhelyben történik, 10. és 11. évfolyamon pedig lehetőség szerint külső cégeknél tanulószerződés birtokában vagy iskolai tanműhelyben.
12-13. évfolyamon a tanulóknak lehetőségük van az érettségire felkészítő képzésben részt venniük.